# Соколовый
Соколо́вый — посёлок городского типа в Саратовском районе Саратовской области России. С 1 января 2022 года входит в состав городского округа Саратова.

## История
Основан не позднее 1775 года.
Более ранние названия: село Преображенское (изначально — Разбойщина, Горелый Буерак).
В 1819 году построена церковь (на средства саратовского купца Г. Я. Крюкова) во имя Преображения Господня.
В 1840 году населённый пункт привлёк внимание саратовских предпринимателей и мукомолов немецкого происхождения Шмидтов, которые под впечатлением от красоты местной природы сделали село дачным курортом и выстроили особняки, конюшни, устроили сады и пруды.
В 1937 году церковь снесена (ныне осталась паперть).
В годы Великой Отечественной войны здесь проводились военные учения, на расположенном рядом аэродроме Сокол (действует с 1940 года) базировались истребительные полки 144-й истребительной авиационной дивизии ПВО. На основании директивы Генерального штаба Красной армии № ОРГ/639-1941 от 22.07.1941 года 2-е Киевское артиллерийское училище было передислоцировано в Приволжский военный округ и разместилось в селе Разбойщина (ныне пос. Соколовый) Саратовской области.
В 1947 году в Разбойщине разместилась полевая артиллерия, в связи с чем начал застраиваться военный городок.
В трёх неудобных зданиях на Октябрьской улице располагалась местная школа. 1 октября 1960 года было открыто новое здание школы на 400 мест.
В 1961 году указом Президиума Верховного Совета РСФСР село Разбойщина переименовано в посёлок Соколовый.
С 1969 года здесь базировалась новая Саратовская военная авиационная школа пилотов (впоследствии Саратовское высшее военное авиационное училище лётчиков), специализировавшаяся на подготовке военных вертолётчиков. В 1991 году училище была ликвидировано, а военную базу передали Сызранскому вертолётному училищу.
Статус посёлка городского типа — с 1990 года.

## География
Посёлок расположен на северо-западе Саратовского района. Расстояние до областного центра составляет 4 км до центральной части города Саратова 18 км. С областным центром село связано автодорогой с твёрдым покрытием, налажено регулярное автобусное сообщение.
| С-З | Аткарск ~ 82 км Ртищево ~ 187 км  | Петровск ~ 107 км Пенза ~ 242 км    | Хвалынск ~ 240 км Сызрань ~ 316 км | С-В |
| З   | Балашов ~ 194 км Воронеж ~ 496 км | Роза ветров                         | Саратов ~ 20 км Ершов ~ 229 км     | В   |
| Ю-З | Жирновск ~ 170 км                 | Волгоград ~ 372 км Камышин ~ 188 км | Красный Кут ~ 174 км               | Ю-В |

Климат
Климат умеренный умеренно-континентальный. Наблюдается значительное количество осадков, даже в самый засушливый месяц (согласно классификации климатов Кёппена — Dfa). Среднегодовая температура в посёлке Соколовый — 5,8 °C. Среднегодовая норма осадков — 443 мм. Наименьшее количество осадков выпадает в марте и составляет 25 мм. Наибольшее количество осадков выпадает в августе, в среднем 46 мм.
| Показатель                                                                           | Янв.  | Фев.  | Март | Апр. | Май  | Июнь | Июль | Авг. | Сен. | Окт. | Нояб. | Дек. | Год |
| ------------------------------------------------------------------------------------ | ----- | ----- | ---- | ---- | ---- | ---- | ---- | ---- | ---- | ---- | ----- | ---- | --- |
| Средняя температура, °C                                                              | −10,8 | −10,3 | −4,4 | 7,5  | 15,2 | 19,7 | 21,7 | 20,1 | 14   | 5,8  | −2    | −7,3 | 5,8 |
| Норма осадков, мм                                                                    | 38    | 26    | 25   | 27   | 39   | 44   | 45   | 46   | 41   | 34   | 41    | 37   | 443 |
| Источник: Соколовый (норма 1982-2012). meteoinfo.ru. Дата обращения: 27 апреля 2023. |       |       |      |      |      |      |      |      |      |      |       |      |     |

Уличная сеть
В посёлке Соколовом двадцать шесть улиц. Одна из улиц носит имя Героя Советского Союза Путина Александра Дмитриевича. Также к населённому пункту относятся территории 32 садовых некоммерческих товариществ и ещё территории двух ГСК.

## Население
| 2002  | 2009  | 2010  | 2011  | 2012  | 2013  | 2014  |
| ----- | ----- | ----- | ----- | ----- | ----- | ----- |
| 6229  | ↗6767 | ↘6009 | ↘5996 | ↗6037 | ↗6081 | ↗6123 |
| 2015  | 2016  | 2017  | 2018  | 2019  | 2020  | 2021  |
| ↘6061 | ↗6136 | ↗6243 | ↗6279 | ↗6322 | ↗6382 | ↘4937 |

На 1 января 2019 года в посёлке проживало 6279 человек. Всего домов — 496, из них частных — 470 и многоэтажных — 26.
По национальному составу население распределилось:
- русские — 4398 человек,
- татары — 345 человек,
- украинцы — 245 человек,
- армяне — 120 человек,
- казахи — 51 человек.

## Экономика
В границах населённого пункта работают 14 предприятий розничной торговли и 1 универсальный рынок, индивидуальный предприниматель Исмаилов занимается разведением крупного и мелкого рогатого скота.

## Инфраструктура
На территории посёлка осуществляют свою деятельность:
- Соколовская средняя общеобразовательная школа[27],
- дошкольное учреждение «Колокольчик»[28],
- Детская школа искусств № 1[29],
- библиотека, книжный фонд которой составляет 5409 экземпляров, оформлена подписка на 31 наименование периодических изданий. Пользуются учреждением 1495 человек. Работает клуб «Флорист»[30];
- врачебная амбулатория[31],
- управление социальной поддержки населения Саратовского района.

Работают почта и отделение Сбербанка.
В границах посёлка, на землях Министерства обороны Российской Федерации располагаются четыре водоёма (пруд).
Всесезонная база отдыха «Серебряный родник» расположена на территории населённого пункта. Уютные деревянные домики с красивейшим панорамным видом на пруд и лес, действует кафе.
Действует в населённом пункте центр иппотерапии и конного спорта «Победный аллюр», специализирующийся на реабилитации детей-инвалидов.

### Воинское подразделение
Гарнизон расположен в посёлке Соколовый, в 6 км от северо-западной окраины города Саратова. Гарнизон включает в себя три основные составляющие:
- военный аэродром для выполнения полетов на подготовку летного состава и обучения курсантов (см. Саратов-Сокол);
- закрытый военный городок для размещения служебной базы авиационных частей и частей обеспечения;
- жилой комплекс для размещения семей военнослужащих.[34]

## Транспорт
Автобусное сообщение с Саратовом.

## Достопримечательности
- В 2001 году при въезде в посёлок Соколовый, около ДОС 12, установлен памятник «Россиянам, павшим в войнах ХХ-XXI века». У основания памятника с левой стороны закреплены три гранитные доски с именами погибших во всех локальных войнах[35].
- Храм Преображения Господня. 1 декабря 2019 года совершён чин освещения православного храма в посёлке Соколовом[36].
- Родник с «серебряной» водой расположен на территории р. п. Соколовый около четвёртого пруда. Ещё один родник, рядом с купелью расположен 100 м — ниже профилактория ВВС[37].

## Известные уроженцы и жители
- Путин, Александр Дмитриевич (18 сентября 1918 — 30 января 2003) — Герой Советского Союза, командир эскадрильи 624-го штурмового авиационного полка.
- Долгин, Евгений Викторович (января 1992 года — 8 июля 2016 года)[38][39] — российский военный лётчик, участник военной операции России в Сирии.
- Тегай, Вячеслав Андреевич (26 августа 1949 — 13 ноября 1985) — подполковник, военный советник отделения вертолётной эскадрильи.

## Фотографии

### Посёлок на фотографиях

Виды посёлка
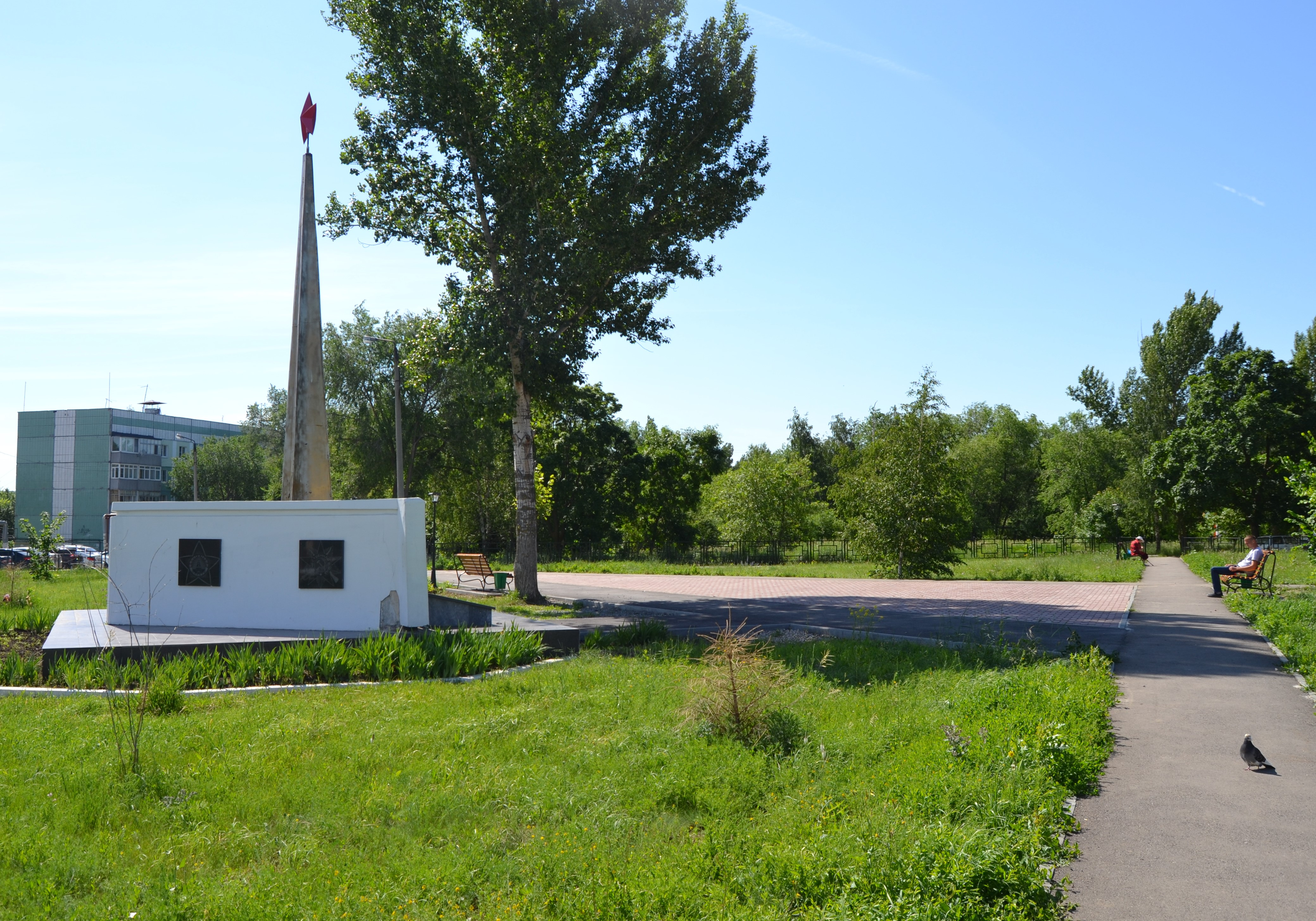
Сквер в посёлке
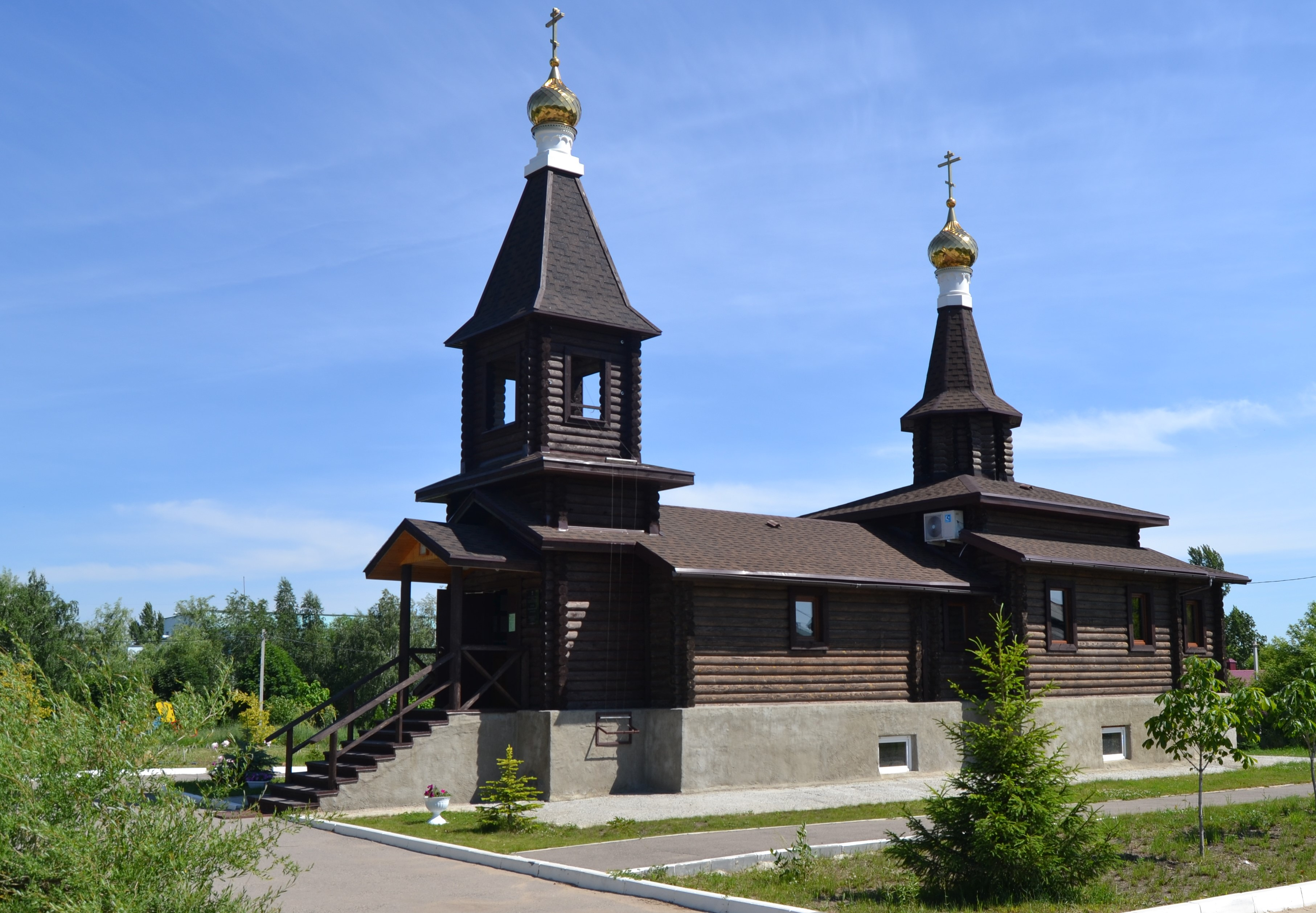
Храм Преображения Господня
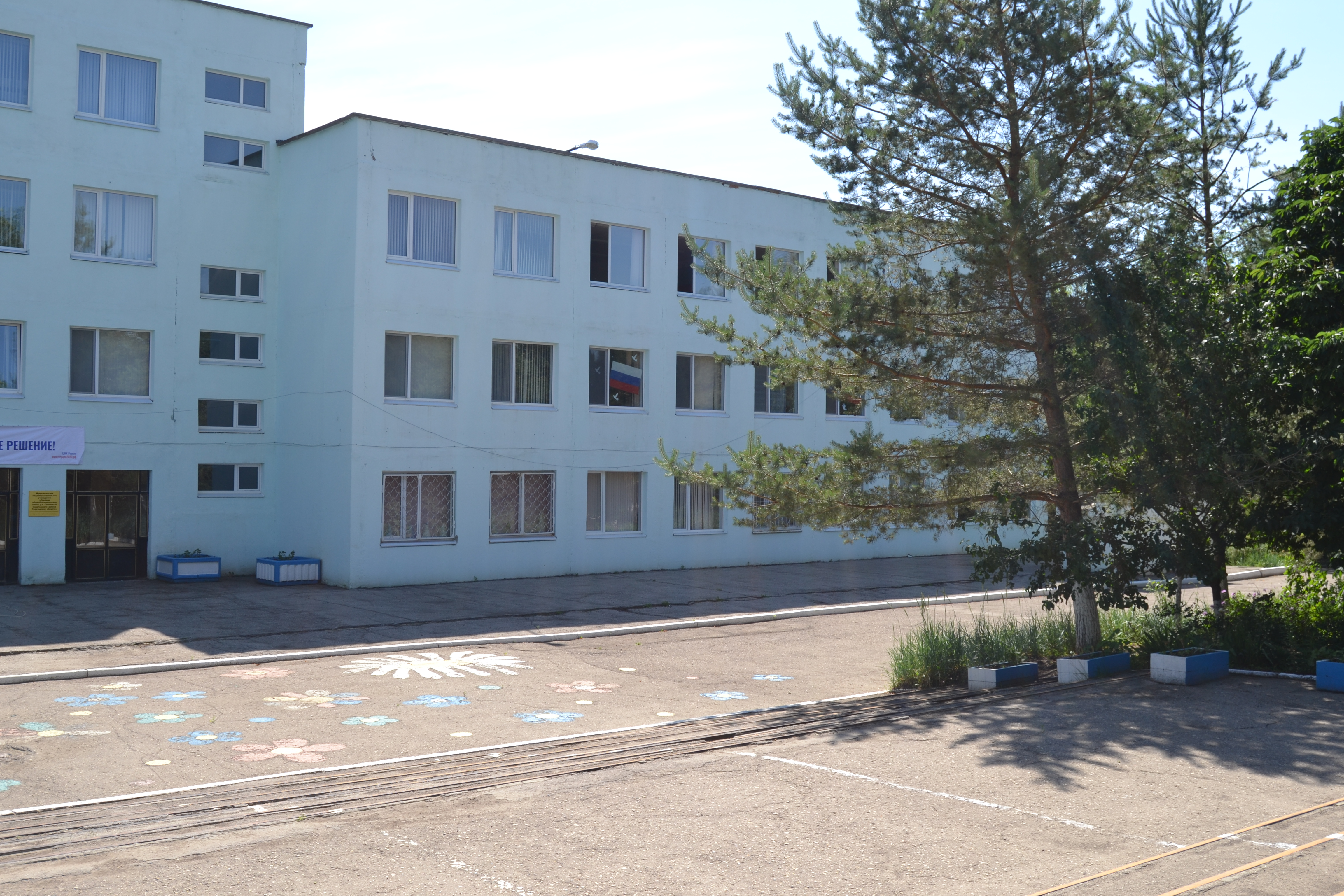
Школа в посёлке
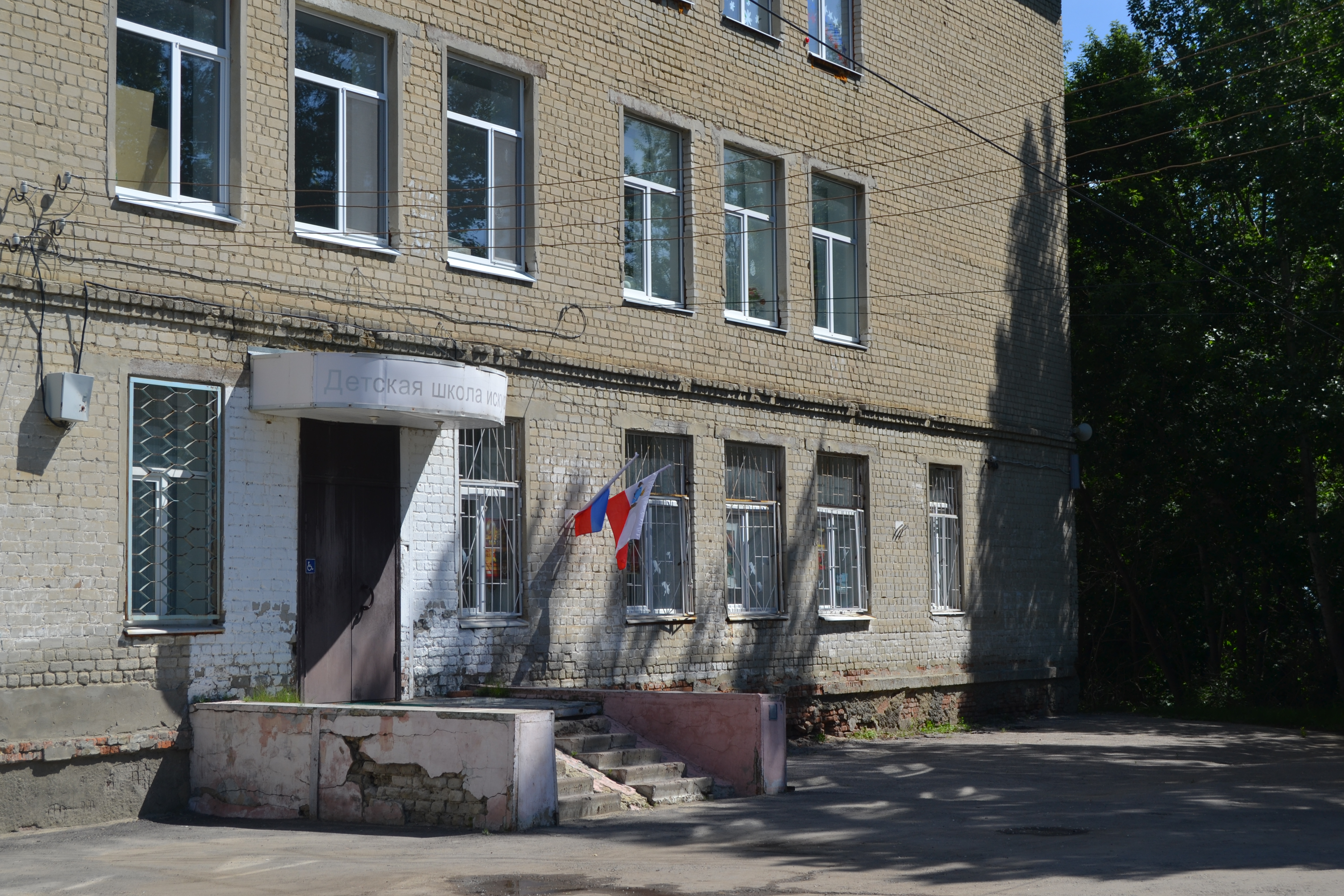
Детская школа искусств
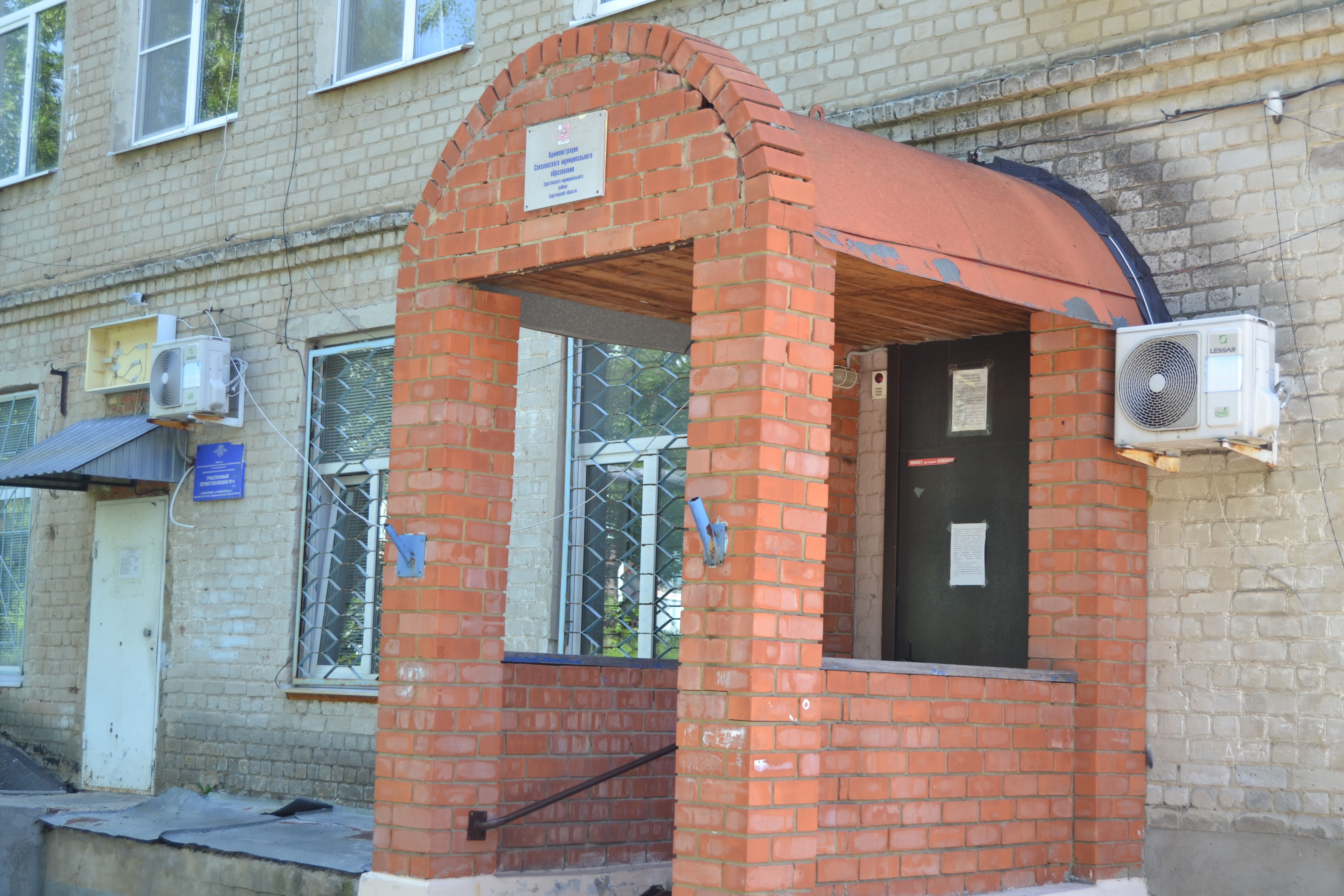
Здание администрации посёлка

### Память и гордость посёлка

История посёлка
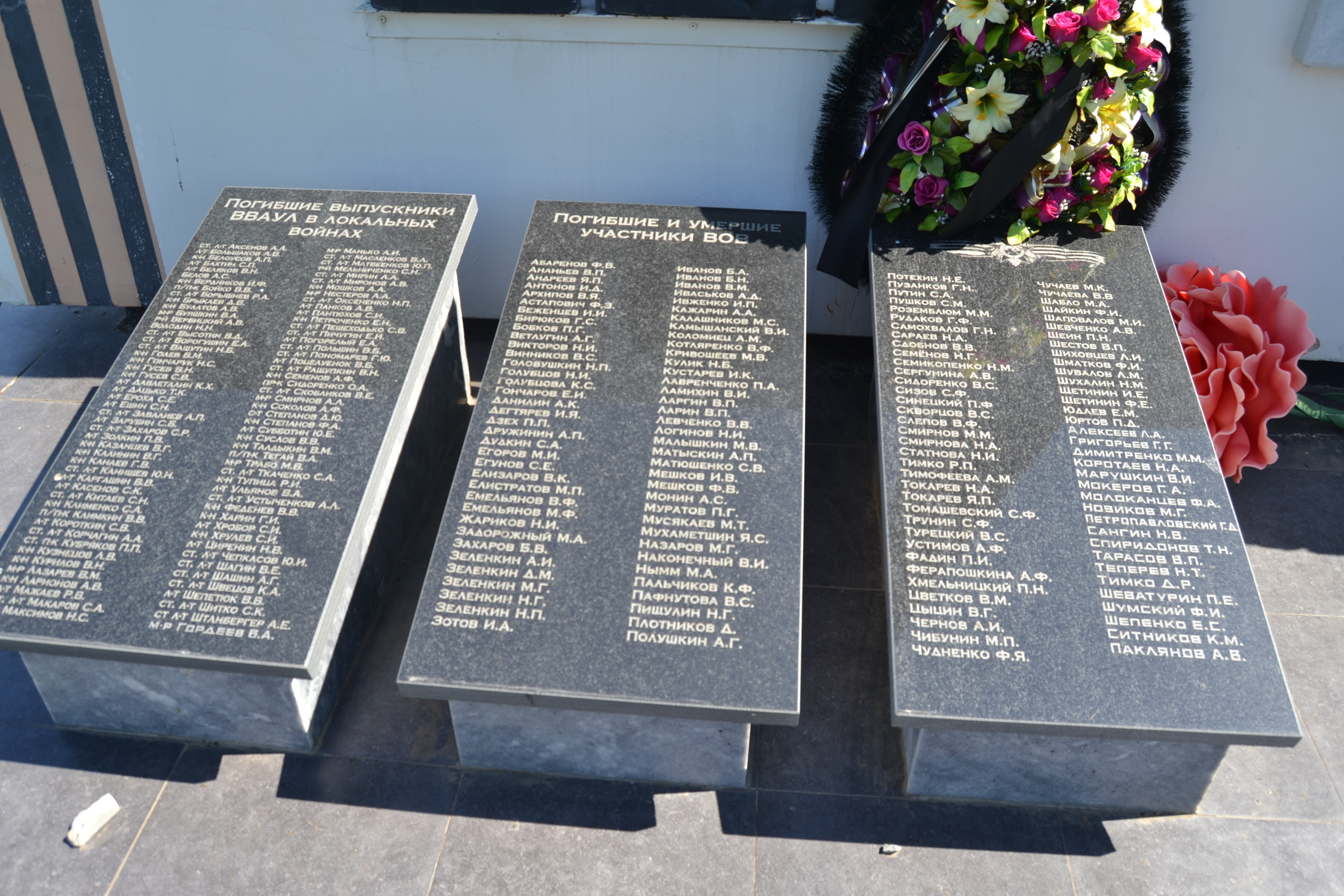
Имена героев на аллее Славы
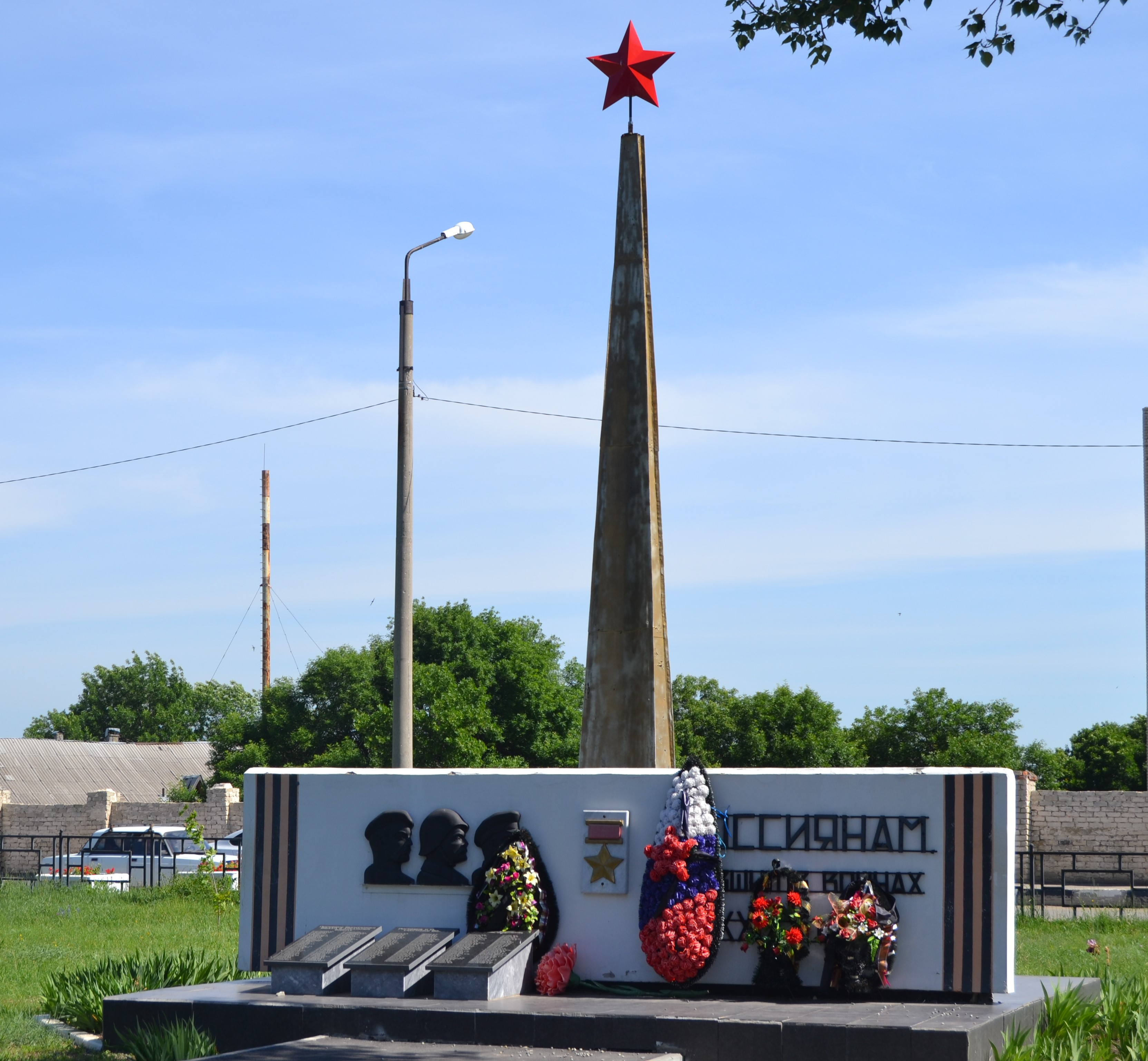
Мемориал памяти
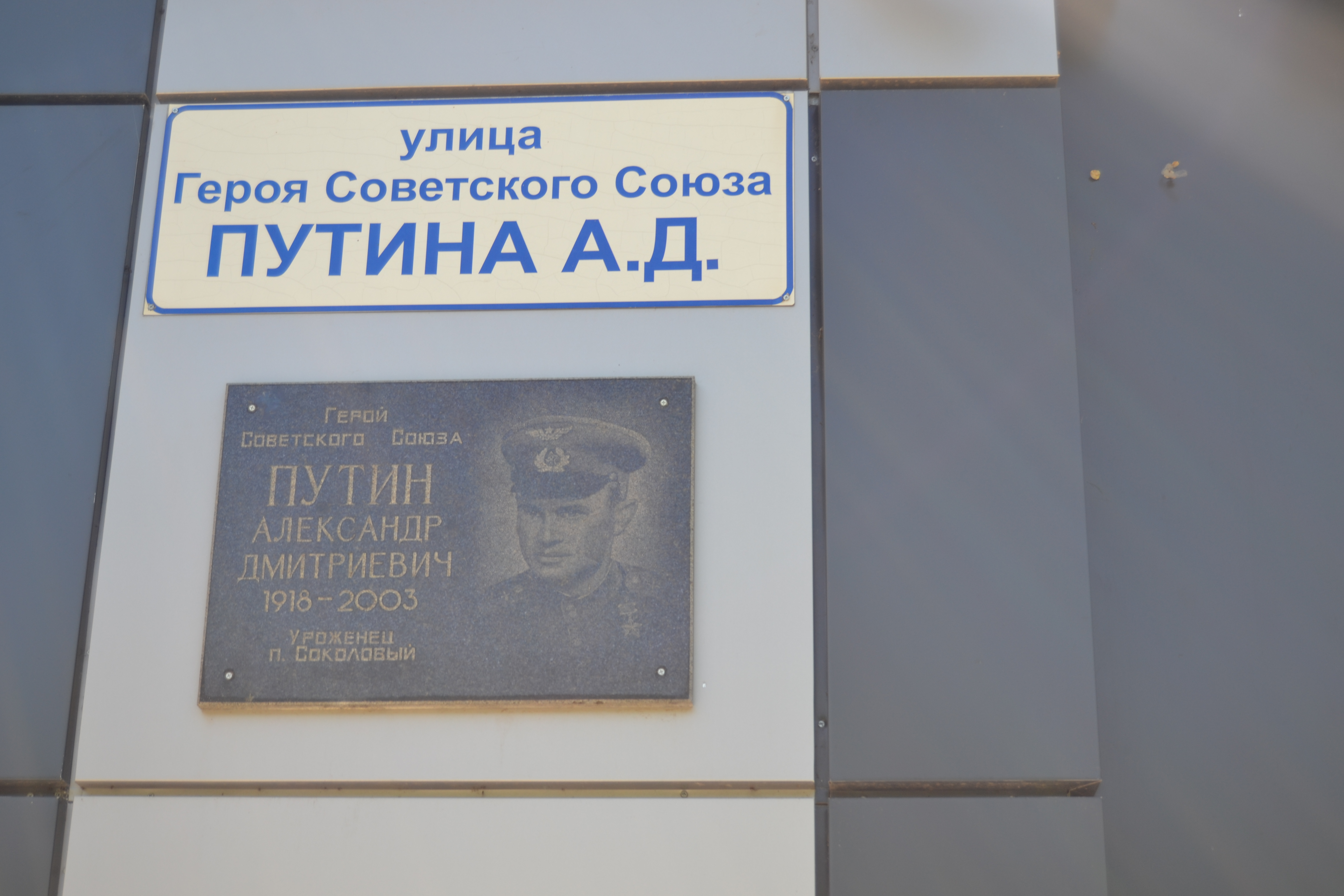
Память о Герое Путине А. Д.
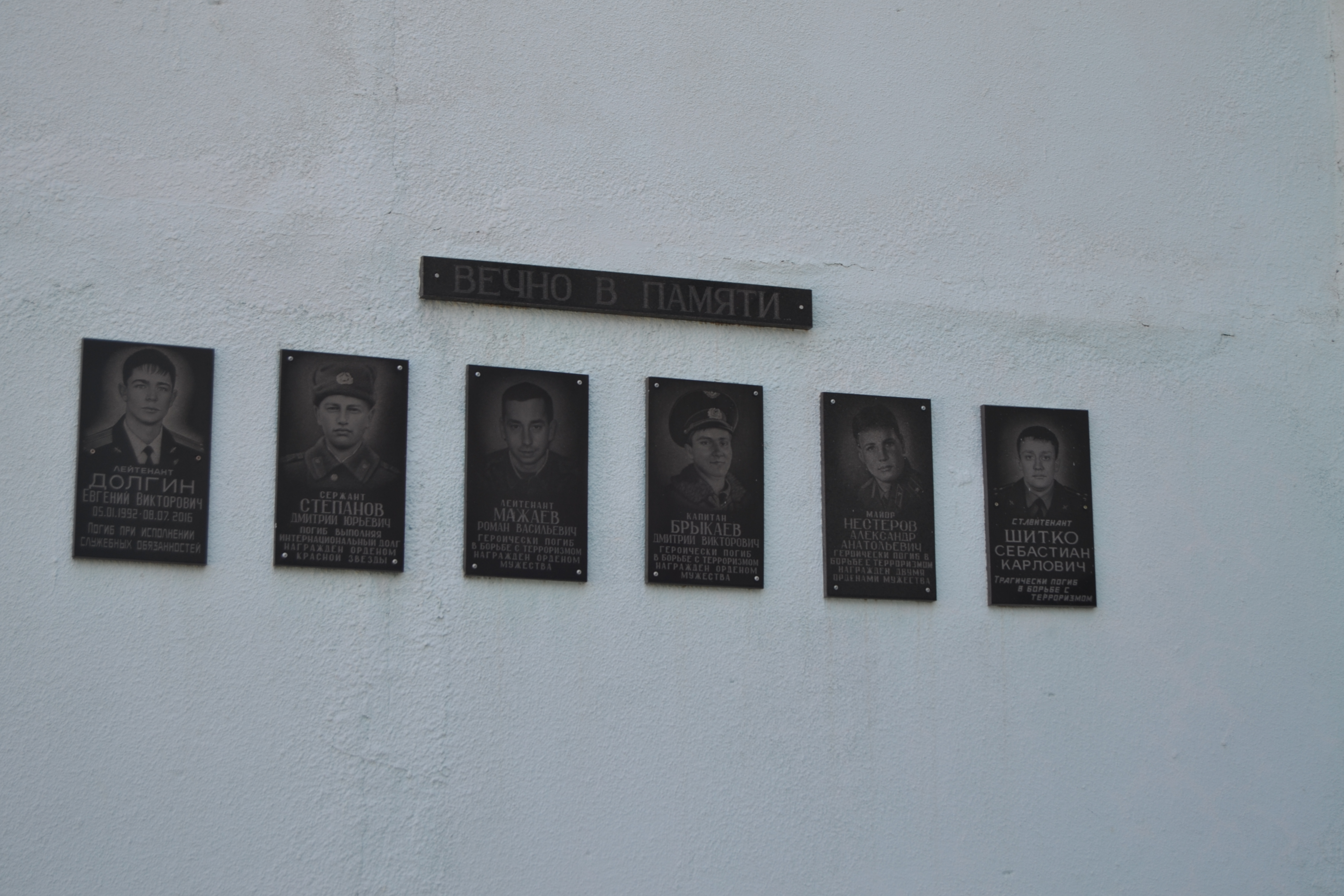
Стена памяти у школы

### Быт посёлка

Быт посёлка
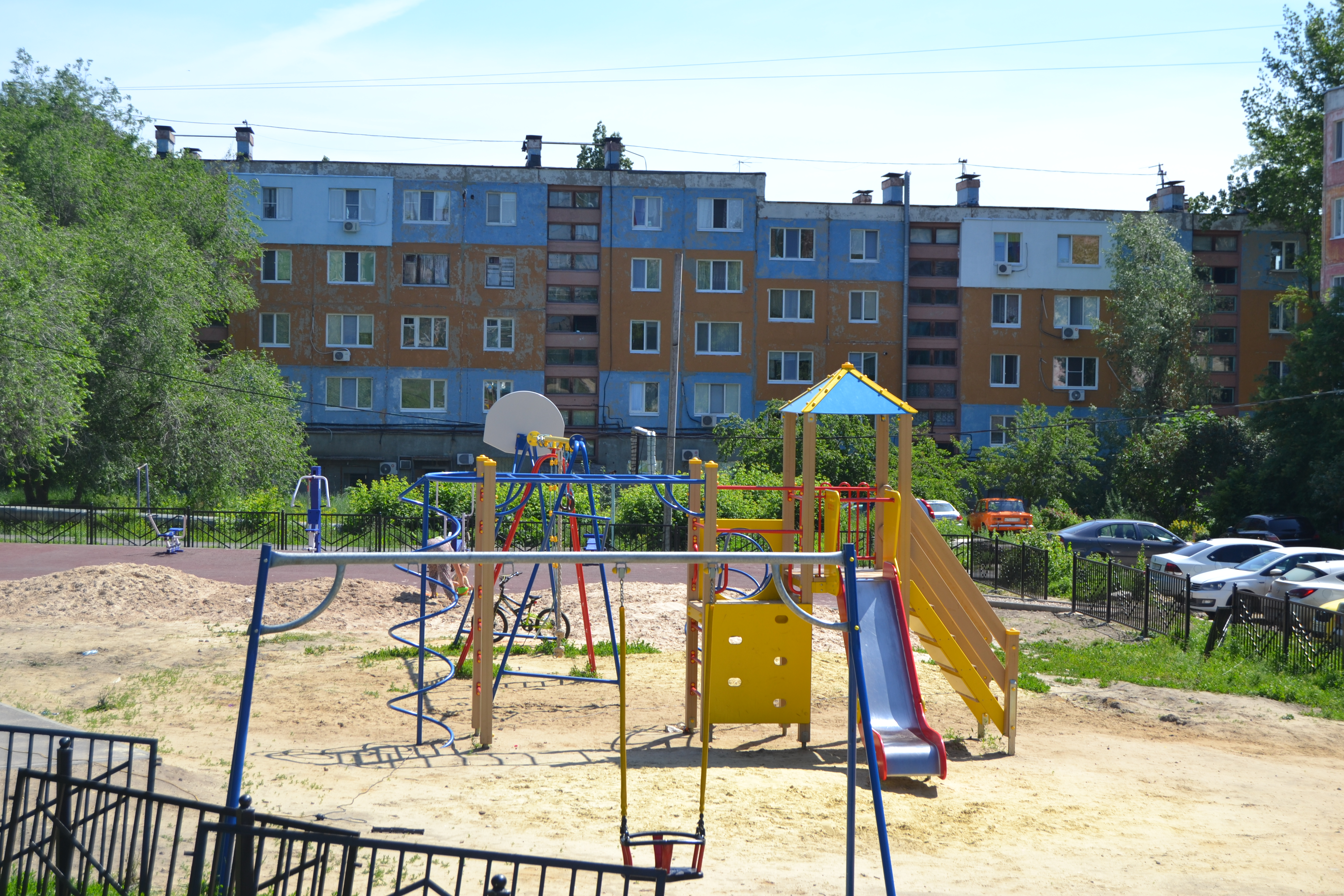
Жилая зона
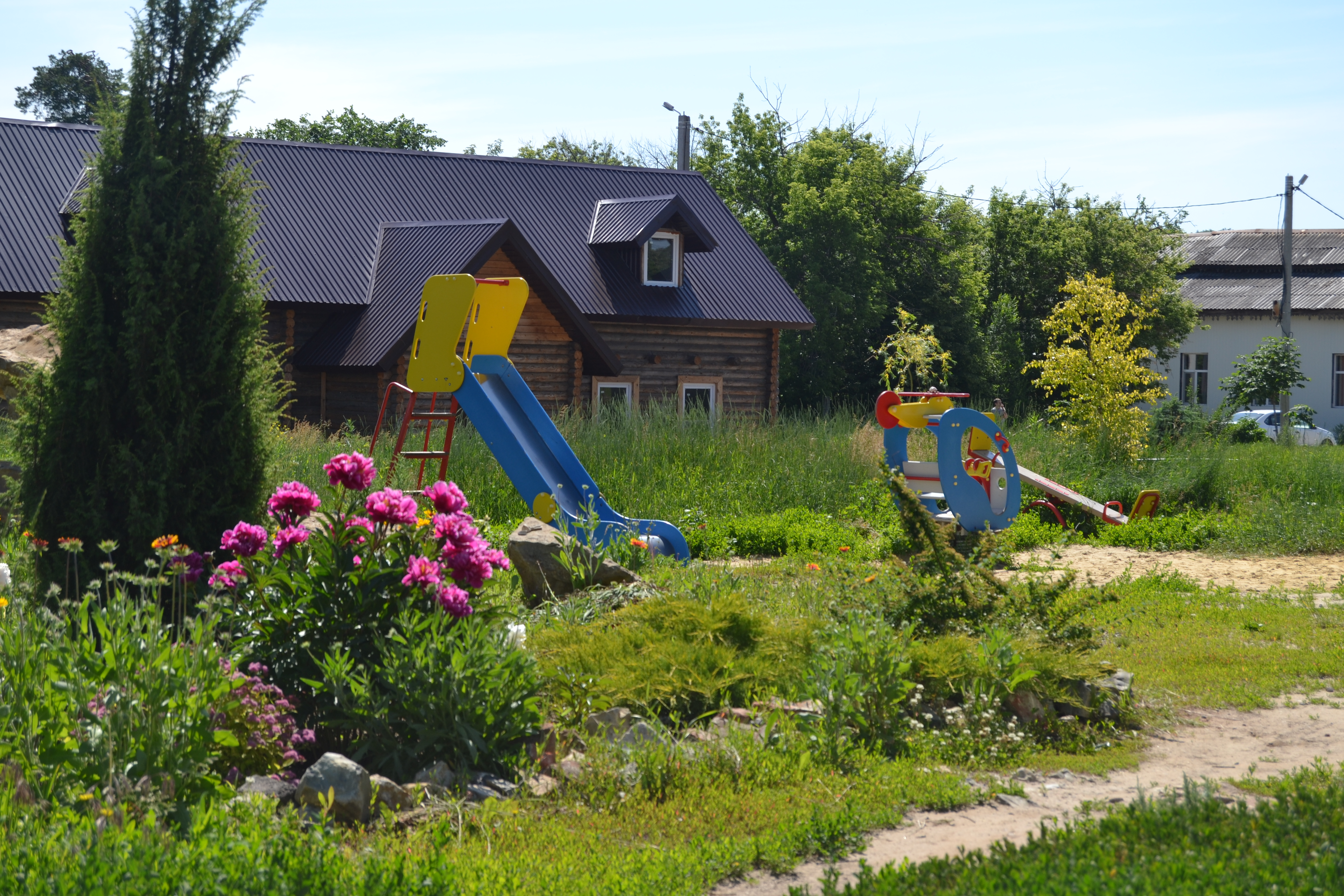
Детская площадка
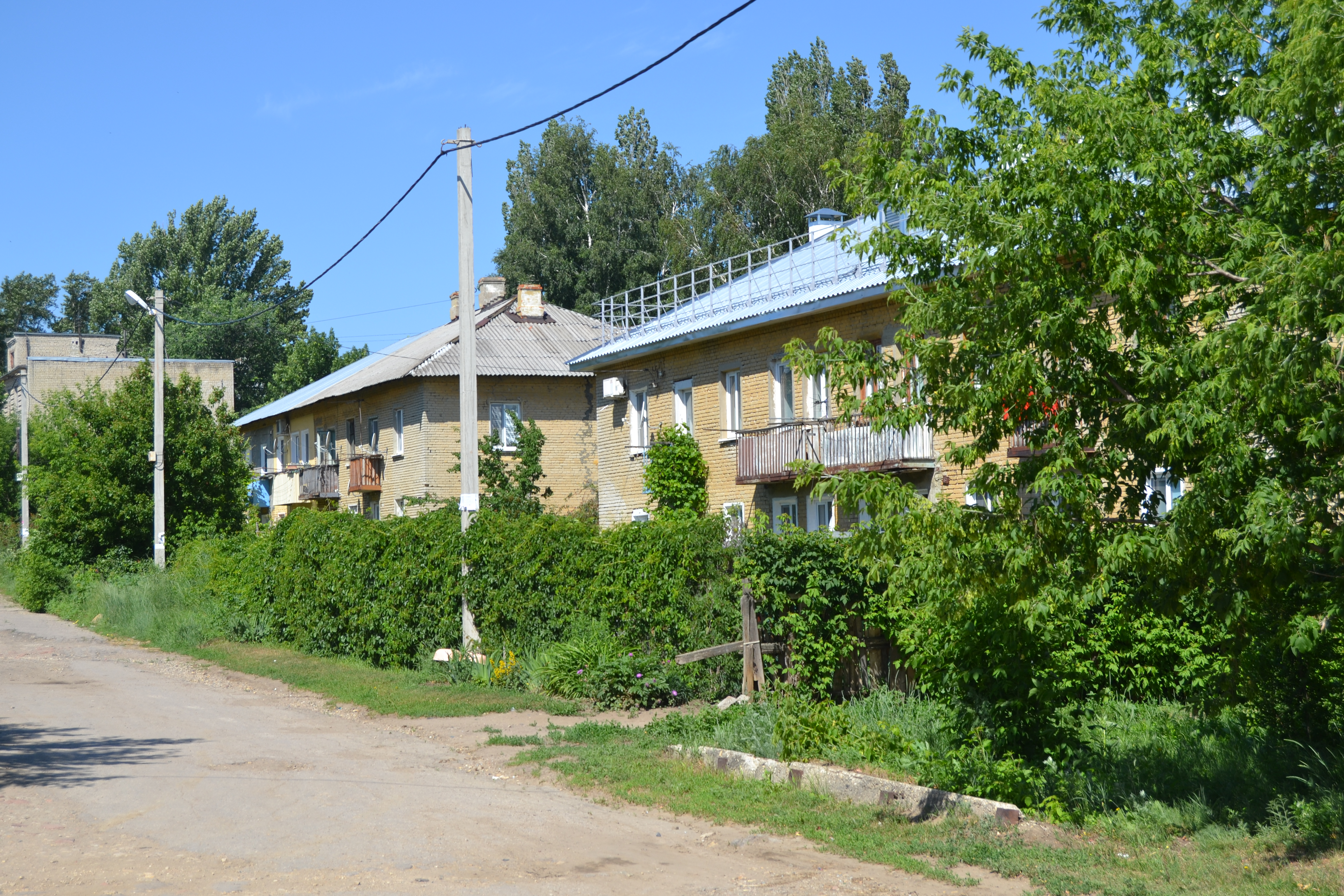
Многоквартирный дом на Танкистской
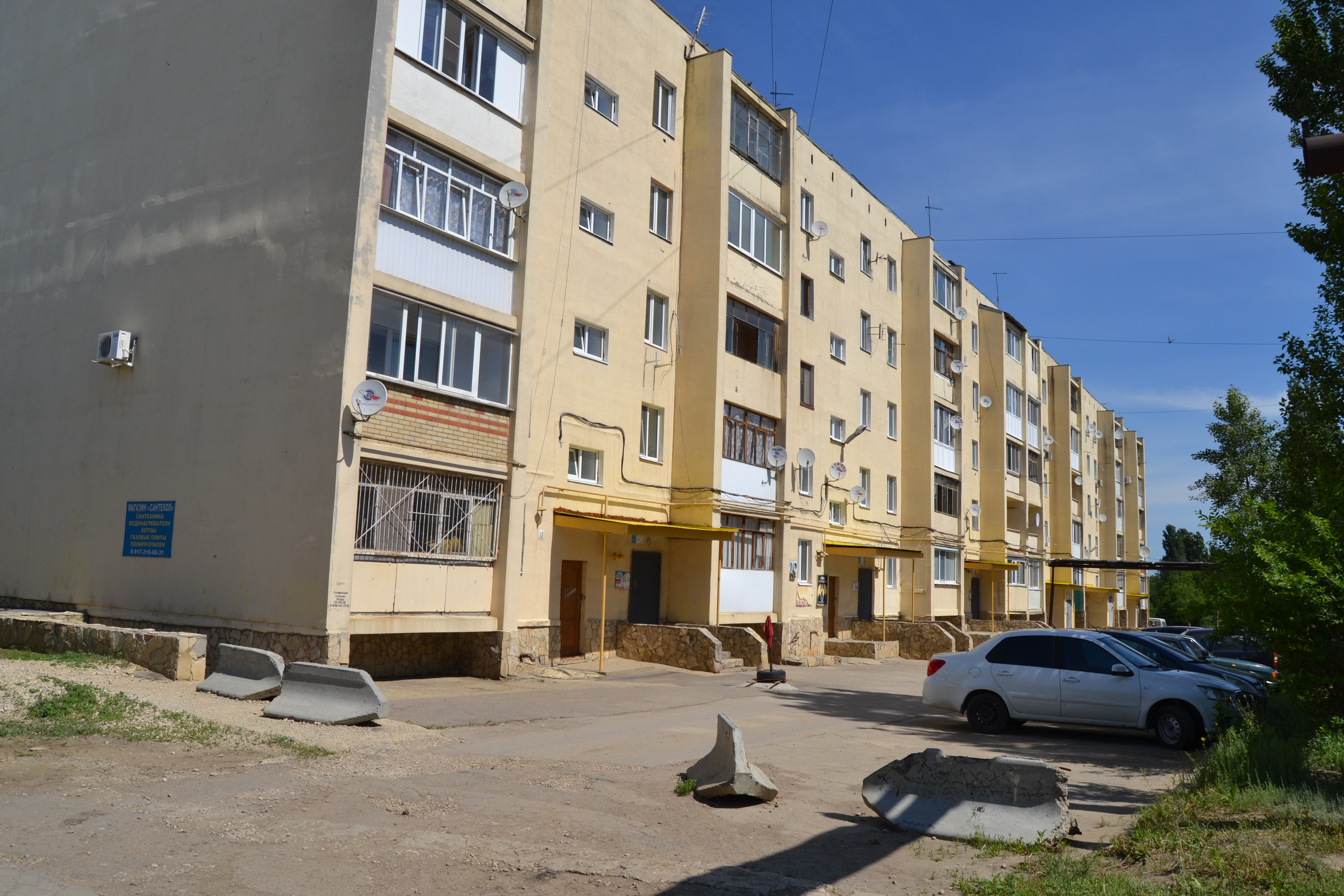
Жилой дом
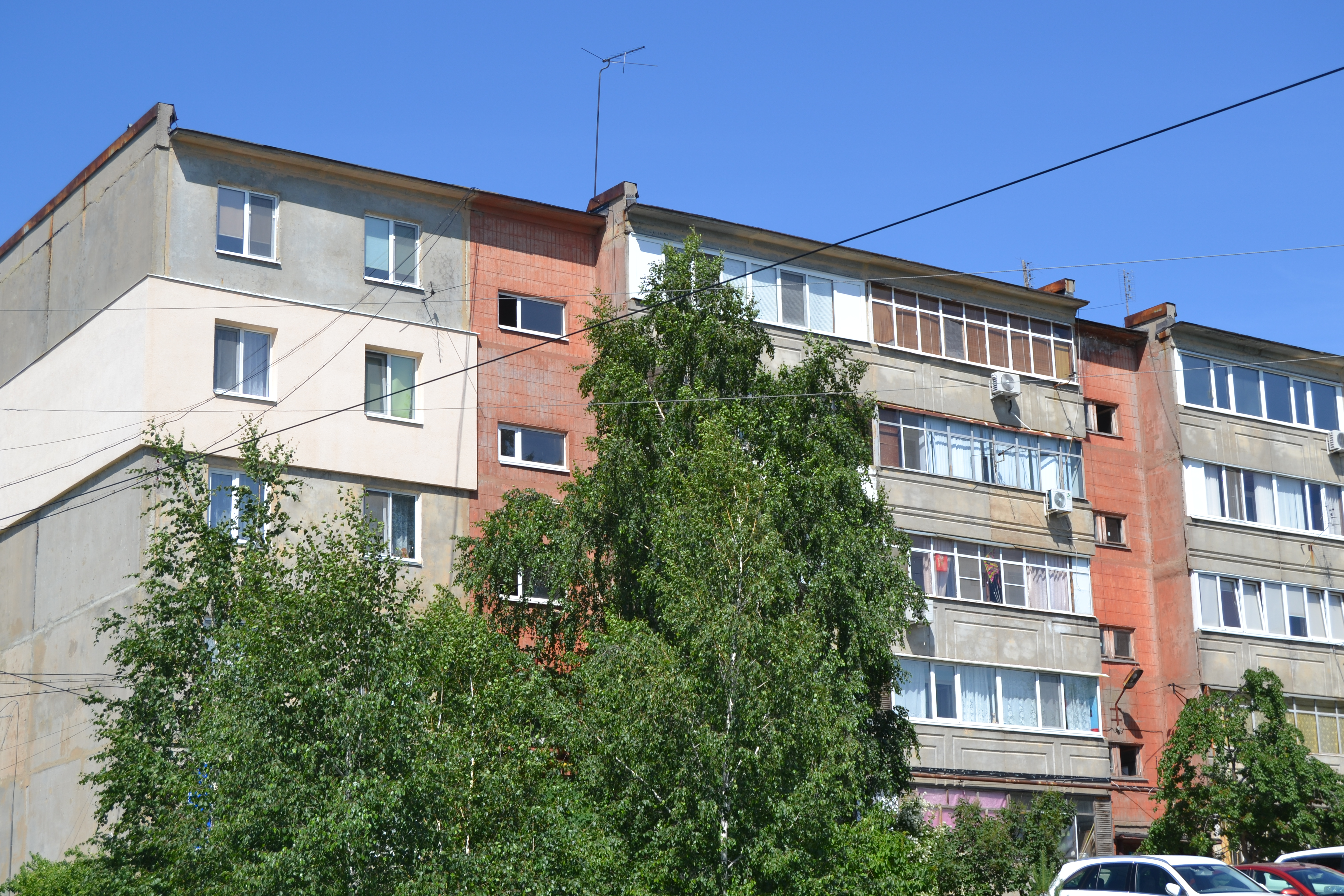
Дом 27 по Танкистской улице